# Rizelmine
Rizelmine (яп. りぜるまいん Ридзерумаин) — манга Юкиру Сугисаки, выходившая в 2002 году. В том же году вышла аниме-адаптация манги. В мае 2002 года, данное аниме заняло восьмое место в рейтинге популярности, составленном сайтом «Anihabara!».

## Сюжет
Главный персонаж, четырнадцатилетний Томонори Иваки, предпочитает девушек старше него. Однажды, будучи расстроен тем что его любимая учительница вышла за другого, он узнает что ради некого правительственного эксперимента его к тому же женили на двенадцатилетней Ризель. Родители не возражают против его новой супруги, так как правительство пообещало им всяческую финансовую поддержку. Однако, мнение самого Томонори, не согласного с браком, никого не интересует.

## Список персонажей
Томонори Иваки (яп. 岩城友紀 Иваки Томонори) — главный персонаж, 14 летний юноша. В возрасте пяти лет он спас двенадцатилетнюю Ризель из под колес автомобиля и сам пострадал при этом. С тех пор он неосознанно искал спасенную им девушку и это стало причиной по которой его тянет к девушкам старше него. Тем не менее, ныне он не помнит спасения Ризель и так как ей по прежнему двенадцать лет, Томонори отвергает её.
Сэйю: Каппэй Ямагути
Ризель Иваки (яп. 岩城りぜる Иваки Ридзэру) — главная героиня. Проточеловек, родившийся еще до появления человечества и возможно помнящий сотворение мира. По соображениям секретности, представлена как продукт нанотехнологий. Хотя Ризель способна на три минуты превращаться во взрослую девушку, её развитие остановилось на двенадцатилетнем возрасте. Что бы развиваться дальше, ей требуется познать любовь. С этой целью она выбрала Томонори, который в прошлом спас её жизнь. Поэтому, правительство насильно женило Томонори на ней. Регулярно бывает бита пытающимся отвязаться от неё супругом, но рассматривает побои как нечто вроде привилегии положенной только ей.
Сэйю: Риэ Кугимия
Папы — три правительственных агента, выступающие папами Ризель. Не имеют собственных имен и именуются как «Папа А», «Папа Б» и «Папа В». Они живут в том же доме что и семейство Иваки и при необходимости помогают Ризель.
Сэйю: Хадзимэ Иидзима (Папа А), Тоситака Симидзу (Папа Б), Такаси Мацуяма (Папа В)
Мамы — трио учёных, выступающих мамами Ризель. Появляются только в аниме. В отличие от пап, большую часть времени наблюдают за Ризель дистанционно, из лаборатории.
Сэйю: Юко Кагата (Мама А), Сэйю: Юна Иваки (Мама Б), Сэйю: Эри Саито (Мама В)